# 風除室

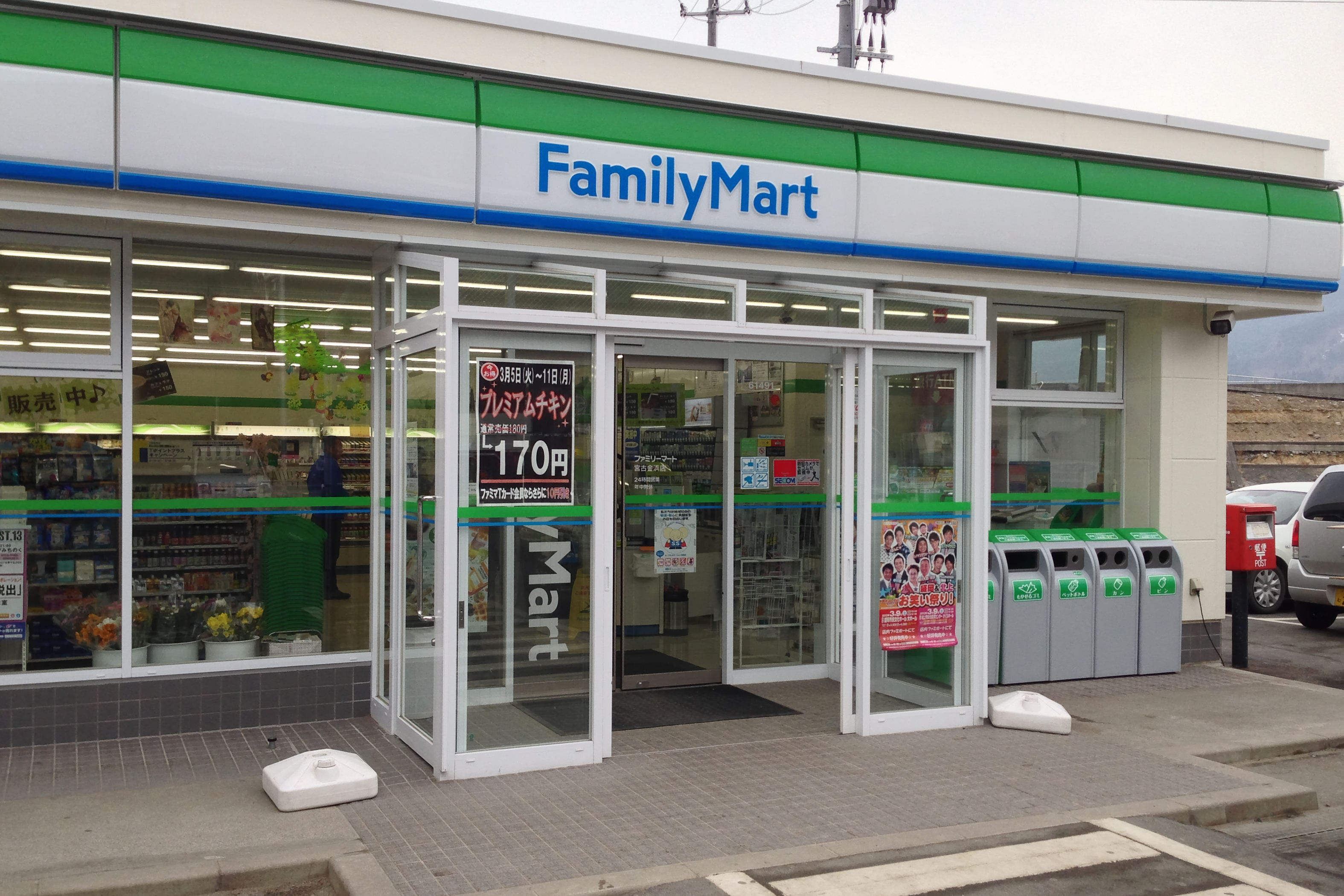
コンビニエンスストアの入口の風除室（岩手県宮古市）

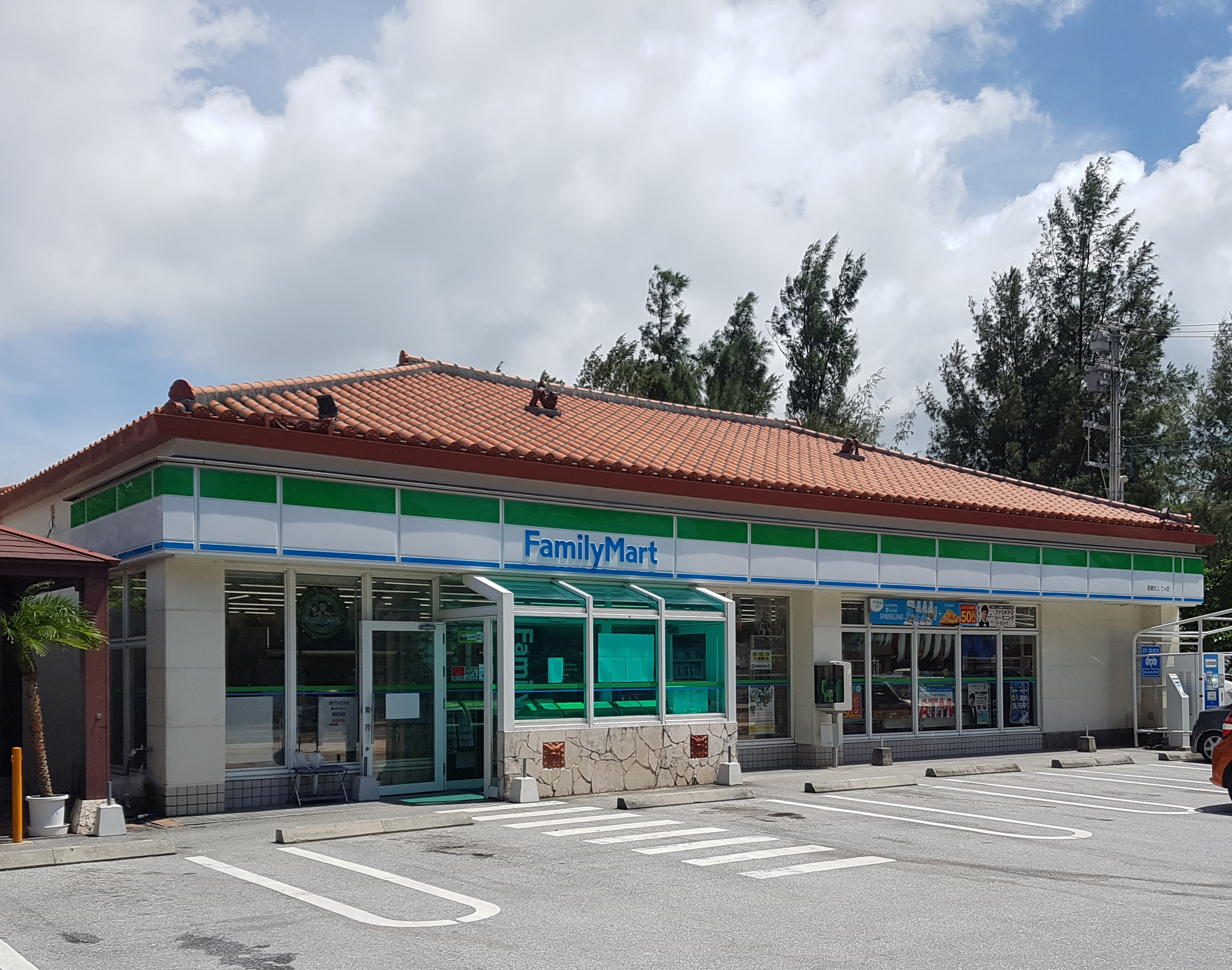
風除室のあるコンビニエンスストア（沖縄県恩納村）

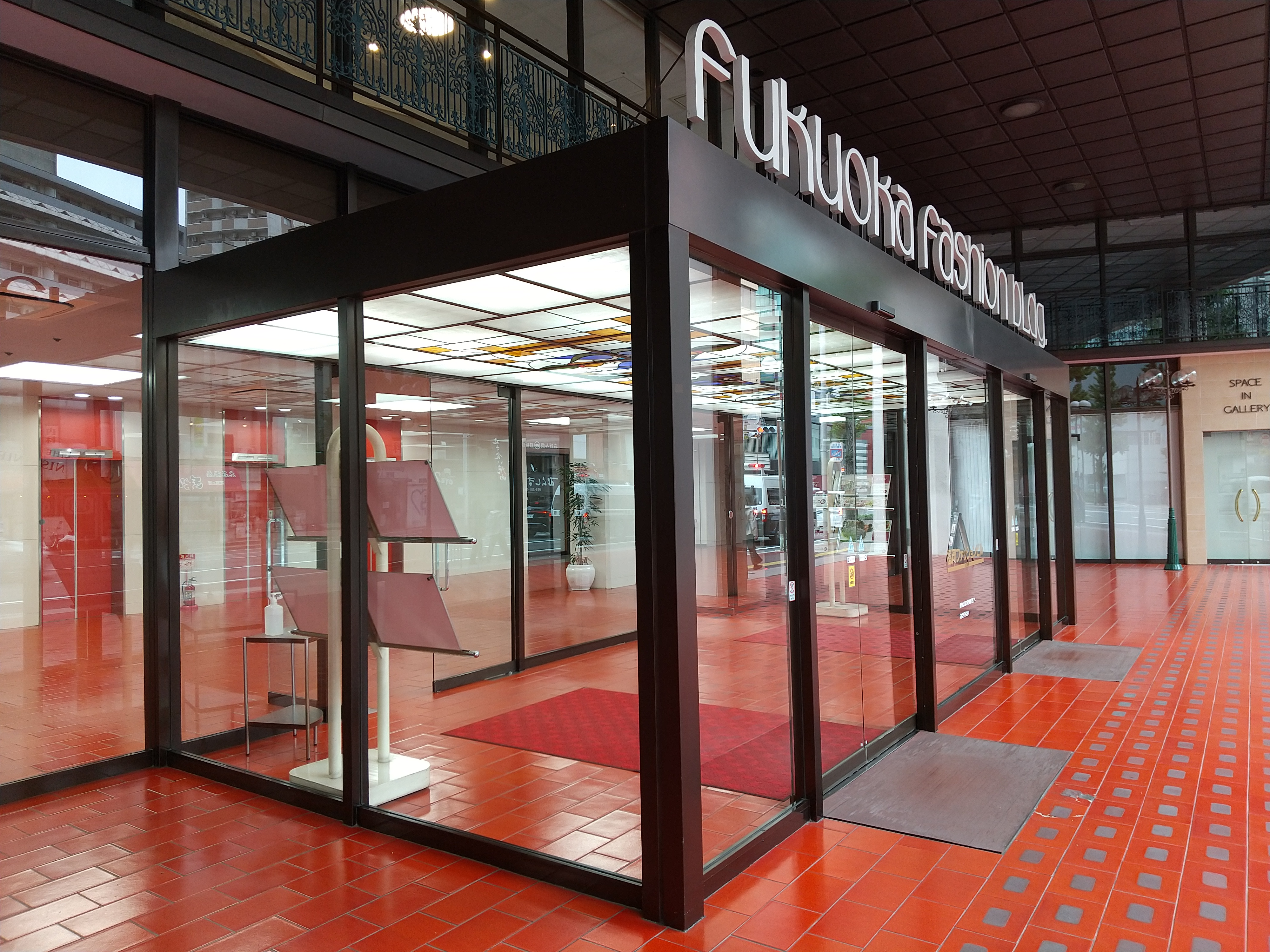
ビルディングの入口の風除室（福岡県福岡市）

風除室（ふうじょしつ）は、外気の流入や風の吹きつけを緩和するために建物の入口（玄関）前に設けられた小部屋である。玄関フードとも呼ばれる。

## 概要
風除室には、屋外側の外扉と屋内側との内扉が二重に設けられているため、片方の扉を開閉しても外気が室内に流入しにくくなっており、冬季の寒気や夏季の熱気の室内への流入を緩和するために、オフィス・ビルディングから住宅に至る幅広い建物に設置される。
寒冷地では、雪が吹き込んでドアの開閉ができなくなることを防ぐ効果もある。また、台風の多い地域では、強風によりドアが開き、風雨が室内に吹き込むことを防止するために用いられる。

## 歴史
住宅においては、積雪期の雪囲いから発展し、建材メーカーにより製品化・販売され通年で設置されるようになったとされる。北海道においては、一般住宅に風除室を設置することが普及したのは、昭和50年代からとされる。

## 用途別の対応
住宅の場合、閉塞感を減少したり、表札などを外部から見えやすくするために、屋外側の壁や扉にガラスが用いられることが多い。
スーパーマーケットなどでは、直接風が当たったり、埃や排気ガス、虫などが入ったりして商品の品質に影響するおそれがあるため、風除室を設けることが多い。しかし、風除室にも商品が陳列されている場合もある。スーパーマーケットでは、風除室にはショッピングカートが並べられることもある。
ホテルやオフィスビルなどでは、風除室の代わりに回転扉を用いて、外気の流入を防ぐことがある。